# Peter Westergaard
Peter Talbot Westergaard (ur. 28 maja 1931 w Champaign w stanie Illinois, zm. 26 czerwca 2019 w Princeton) – amerykański kompozytor i teoretyk muzyki.

## Życiorys
Studiował u Waltera Pistona na Uniwersytecie Harvarda (1949–1953), Dariusa Milhauda w Aspen Music School (1951–1952) i Paryżu (1953), Rogera Sessionsa i Miltona Babbitta na Princeton University (1954–1956) oraz Wolfganga Fortnera w Detmold (1956). Jako stypendysta Fulbrighta przebywał w 1957 roku we Fryburgu Bryzgowijskim, gdzie kontynuował studia u Fortnera. Otrzymał również stypendium Fundacji Pamięci Johna Simona Guggenheima (1964–1965).
Wykładał na Columbia University (1958–1966) i Amherst College (1967–1968). Od 1968 do 2001 roku był profesorem Princeton University, gdzie w latach 1974–1978 i 1983–1986 kierował wydziałem muzyki, a od 1970 roku był również dyrektorem teatru uniwersyteckiego. Był członkiem zarządu Międzynarodowego Towarzystwa Muzyki Współczesnej (1961–1962) i American Society of University Composers (1965–1967).
Był autorem licznych artykułów naukowych, opublikował też pracę An Introduction to Tonal Theory (Nowy Jork 1975). Jako kompozytor posługiwał się indywidualnie kształtowaną techniką dodekafoniczną, skojarzoną z szeroko stosowaną polifonią. Harmonika w dziełach Westergaarda jest silnie schromatyzowana, jednak miejscami zaznaczają się w niej centra tonalne. Faktura jest przejrzysta, muzyka rozwijana jest z niewielkich komórek motywicznych, przekształcanych następnie polifonicznie.

## Wybrane kompozycje
(na podstawie materiałów źródłowych)

### Utwory orkiestrowe
- Symphonic Movement (1954)
- 5 Movements na małą orkiestrę (1955)
- Noises, Sounds, and Sweet Airs na orkiestrę kameralną (1968)
- Tuckets and Sennets na orkiestrę dętą (1969)
- Ringing Changes (1996)

### Utwory kameralne
- Partita na flet, skrzypce i klawesyn (1953, zrewid. 1956)
- Invention na flet i fortepian (1955)
- Kwartet smyczkowy (1957)
- Kwartet na skrzypce, wibrafon, klarnet i wiolonczelę (1960)
- Trio na flet, wiolonczelę i fortepian (1962)
- Variations for 6 Players na flet, klarnet, perkusję, fortepian, skrzypce i wiolonczelę (1963)
- Divertimento on Discobbolic Fragments na flet i fortepian (1967)
- Moto perpetuo na flet, obój, klarnet, fagot, trąbkę i róg (1976)
- Alonzo’s Grief na fortepian (1977)
- 2 Fanfares na 3 trąbki i 3 puzony (1988)
- All 4s na kwartet perkusyjny (1997)

### Utwory wokalno-instrumentalne
- Cantata I: The Plot Against the Giant na chór żeński, klarnet, wiolonczelę i harfę (1956)
- Cantata II: A Refusal to Mourn the Death, by Fire, of a Child in London na bas i 10 instrumentów (1958)
- Cantata III: Leda and the Swan na mezzosopran, wibrafon, marimbę i altówkę (1961)
- Cantata IV: Spring and Fall: To a Young Child na głos i 5 instrumentów (1964)
- Cantata V: Byzantium and Sailing to Byzantium na baryton i kwartet perkusyjny (1997)
- Cantata VI: Spring and Fall: To the Dark Lady na sopran, mezzosopran, tenora, baryton i duet perkusyjny (1999)
- There Was a Little Man na sopran i skrzypce (1982)
- Ariel Music na sopran i zespół kameralny (1987)
- Ode na sopran, flet, klarnet, skrzypce, altówkę i harfę (1989)

### Opery
- Charivari (1953, wyst. Cambridge 1953)
- Mr. and Mrs. Discobbolos (1966, wyst. Nowy Jork 1966)
- The Tempest (1988–1990, wyst. Lawrenceville 1994)
- Moby Dick (2004, wyst. Princeton 2004)
- Alice in Wonderland (2006, wyst. Nowy Jork 2008)